# Phyllis T. Johnson
Phyllis Truth Johnson (geboren am 8. August 1926 in Salem, Oregon) ist eine US-amerikanische Parasitologin, Virologin und Meeresbiologin.

## Kindheit und Jugend
Phyllis T. Johnson wuchs als Kind des Ozeanografen Martin W. Johnson und einer Lehrerin für Mathematik und Naturwissenschaften zunächst in Friday Harbor auf der Insel San Juan Island im US-amerikanischen Bundesstaat Washington auf. Johnsons Vater war dort an den Friday Harbor Laboratories beschäftigt, einer Forschungseinrichtung der University of Washington, und arbeitete an seiner Dissertation. 1934 ging Johnson mit seiner Familie an die Scripps Institution of Oceanography in La Jolla, wo er zunächst als Dozent und später als Professor für Meeresbiologie tätig war.

## Studium
Phyllis T. Johnson studierte an der University of California, Berkeley Zoologie und erreichte 1948 einen Bachelor-Abschluss. Von 1948 bis 1950 arbeitete sie in der kalifornischen Gesundheitsbehörde und identifizierte Ektoparasiten von Nagetieren, die im Rahmen von Freilanduntersuchungen zur Übertragung der Beulenpest gesammelt worden waren. Während einer Jahresversammlung der American Association for the Advancement of Science lernte Johnson den Entomologen Robert Traub vom Walter Reed Army Medical Center in Washington, D.C. kennen. Unter seiner Anleitung absolvierte sie dort den größten Teil ihres Doktorandenstudiums, war aber auch während des Koreakriegs sechs Monate lang im Einsatz um einen durch Hantaviren verursachten Ausbruch von hämorrhagischem Fieber unter US-Soldaten zu untersuchen. 1954 verlieh ihr die University of California, Berkeley den Doktortitel in Parasitologie. Ihre Doktorarbeit wurde 1957 von der Entomological Society of Washington herausgegeben.

## Entomologie
Von 1955 bis 1958 arbeitete Johnson als Kuratorin der Sammlung von Läusen und Flöhen im Museum des Landwirtschaftsministeriums, aus dem später das National Museum of Natural History der Smithsonian Institution hervorging. Gemeinsam mit Robert Traub verfasste sie die Erstbeschreibungen von mehr als einem Dutzend nord- und südamerikanischer Flöhe. Weitere ihrer Veröffentlichungen behandelten die Taxonomie von Läusen und Flöhen, darunter befanden sich mehrere Revisionen höherer Taxa. Bereits 1954 hatte Johnson eine Studie zur Isolation und Kultur von Orientia tsutsugamushi veröffentlicht, dem Erreger des durch trombidiforme Milben übertragenen Tsutsugamushi-Fiebers. Während ihrer Tätigkeit für das National Museum verbrachte sie 1957 einige Zeit in Panama am Gorgas Memorial Institute for Health Studies, einer tropenmedizinischen Forschungseinrichtung. Ab 1959 arbeitete Johnson am Gorgas Memorial Institute for Health Studies und beschäftigte sich mit der Epidemiologie der Leishmaniose. Gleichzeitig veröffentlichte sie weiter Arbeiten zur Taxonomie der Läuse und Flöhe.

## Pathologie der Wirbellosen
1964 gab Johnson ihre Tätigkeit in Panama auf, weil sie sich der tropischen Hitze nicht gewachsen fühlte. Sie ging als Pathobiologin an die im Aufbau befindliche University of California in Irvine. Da für sie zu Beginn ihrer Tätigkeit noch kein Laborplatz verfügbar war erstellte sie in mehrjähriger Arbeit eine Bibliografie zur Pathologie der Wirbellosen mit Ausnahme der Insekten. Ihre eigenen Veröffentlichungen aus dieser Zeit behandelten die Pathologie mariner Muscheln, Stachelhäuter und zahlreicher weiterer Taxa der Wirbellosen. 1970 wechselte Johnson an das California Institute of Technology und 1971 an die Division of Environmental Studies, heute das Smithsonian Environmental Research Center, in Edgewater, Maryland.
Johnsons letzte wissenschaftliche Station war ab 1972 das National Marine Fisheries Laboratory in Oxford, Maryland. Dort erforschte sie bis zum Eintritt in den Ruhestand im Jahr 1987 ausschließlich die Anatomie, Pathologie und Pathogene aquatisch lebender Krebstiere. Zu Johnsons wichtigsten Forschungsergebnissen zählen die Beschreibungen von mehreren Viren, die Erkrankungen bei der wirtschaftlich bedeutenden Blaukrabbe (Callinectes sapidus) hervorrufen. Von acht bis 2003 bekannt gewordenen pathogenen Viren dieser Krebsart wurden sieben entweder von Johnson selbst beschrieben, oder die Beschreibung hatte ihre Forschungen als Grundlage. Darüber hinaus leistete Johnson wichtige Beiträge zu anderen Erkrankungen der Blaukrabbe, namentlich Infektionen durch Bakterien und Einzeller, die durch Stress beim Fang und bei der anschließenden Haltung begünstigt werden. Johnsons letzte Veröffentlichungen in den 1980er Jahren behandelten Parasiten und Krankheitserreger von Krebstieren mit wirtschaftlicher Bedeutung, Hummer, Königskrabben, Garnelen und andere.

## Erstbeschreibungen (Auswahl)
- Hamophthiriidae Johnson, 1969, eine Familie der Echten Tierläuse
- Hoplopleura diaphora Johnson, 1964
- Neohaematopinus appressus Johnson, 1972
- Neohaematopinus callosciuri Johnson, 1959
- Polyplax rhizomydis Johnson, 1972

## Veröffentlichungen (Auswahl)
- Phyllis T. Johnson: A Classification of the Siphonaptera of South America. PhD. thesis, University of California, Berkeley, Berkeley 1954 und Memoir of the Entomological Society of Washington Nr. 5A, Washington, D.C. 1957.
- Phyllis T. Johnson: The rodent-infesting Anoplura (Sucking lice) of Thailand, with remarks on some related species. In: Proceedings of the United States National Museum 1959, Band 110, S. 569–598, doi:10.5479/si.00963801.110-3421.569.
- Phyllis T. Johnson und F. A. Chapman: An annotated bibliography of pathology in invertebrates other than insects. Burgess, Minneapolis 1968.
- Phyllis T. Johnson und F. A. Chapman: An annotated bibliography of pathology in invertebrates other than insects. Supplement. Centre for Pathobiology, Irvine 1969.
- Phyllis T. Johnson: Histology of the Blue Crab, Callinectes sapidus: A Model for the Decapoda. Praeger, New York 1980.

## Dedikationsname (Auswahl)
- Johnsonpthira Benoit, 1961, eine Gattung der Echten Tierläuse, Familie Polyplacidae.